# Isola di Arngol'd
L'isola di Arngol'd (in russo Остров Арнгольда, ostrov Arngol'da) è un'isola russa che fa parte dell'arcipelago di Severnaja Zemlja ed è bagnata dal mare di Kara.
Amministrativamente fa parte del distretto di Tajmyr del Territorio di Krasnojarsk, nel Distretto Federale Siberiano.

## Geografia
L'isola è situata nella parte settentrionale dello stretto di Šokal'skij, 2,7 km a est della costa centro-orientale dell'isola della Rivoluzione d'Ottobre. 700 m a nord si trova la piccola isola Pirožok.
Ha una forma allungata irregolare che si sviluppa in direzione nord-sud; ha una lunghezza massima di 5,6 km e una larghezza massima di 3,35 km. Le coste sono irregolari e in pendenza; lungo quella settentrionale si apre una piccola baia. Sono presenti tre colline, la più alta delle quali si trova a nord-est e misura 43 m s.l.m.; nei suoi pressi è presente un punto di triangolazione geodetica. Il secondo punto più alto si trova a sud e misura 35 m.
Il territorio è prevalentemente pietroso; le coste settentrionali e orientali sono composte di arenaria.
Intorno all'isola il mare raggiunge una profondità di 10 metri ma, dopo appena 1 km, scende bruscamente fino a 100 m. Le acque dello stretto che la separa dall'isola della Rivoluzione d'Ottobre arrivano a 74 m di profondità.

## Storia
Fu scoperta nel 1913 dalla spedizione di Boris Andreevič Vil'kickij e confusa con una penisola dell'isola della Rivoluzione d'Ottobre. È stata così chiamata in onore del dottore della spedizione Ė.G. Arngol'd che, insieme a L.M. Starokadomskij, si occupava della raccolta di campioni biologici. Nel 1930 fu rivisitata dalla spedizione di Nikolaj Nikolaevič Urvancev, che constatò come si trattasse di un'isola, ma non la rinominò.

## Isole adiacenti
- Isola Pirožok (остров Пирожок, ostrov Pirožok), a nord.
- Isole Koški (острова Кошки, ostrov Koški), a sud.